# Zoraida kuwayamae
Zoraida kuwayamae är en insektsart som först beskrevs av Matsumura 1913.  Zoraida kuwayamae ingår i släktet Zoraida och familjen Derbidae. Inga underarter finns listade i Catalogue of Life.